# 甘樫坐神社
甘樫坐神社（あまかしにますじんじゃ）は、奈良県高市郡明日香村の甘樫丘にある神社である。式内大社で、旧社格は村社。

## 祭神
推古天皇を主祭神とし、相殿に八幡宮・春日大明神・天照皇大神・八咫烏神・住吉大明神・熊野権現を祀る。『五郡神社記』には八十禍津日神・大禍津日神・神直日神・大直日神とあり、これが元々の祭神であった。推古天皇を主祭神とするようになったのは江戸時代以降のことである。

## 歴史
武内宿禰による創建と伝えられる。『日本三代実録』貞観元年（859年）正月27日条に従五位下甘樫神に従五位上の神階を授けるという記述がある。延喜式神名帳には「大和国高市郡 甘樫坐神社四座」と記載され、大社に列格、月次・相嘗・新嘗の奉幣に預ると記されている。

## 神事

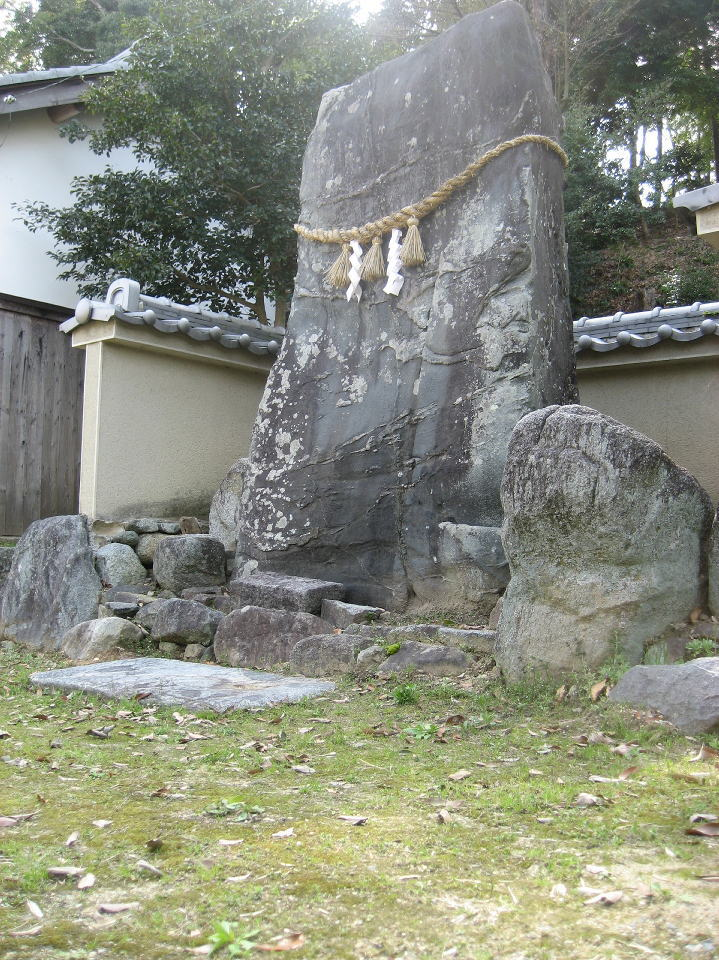
甘樫坐神社（盟神探湯）

甘樫丘は古代、盟神探湯が行われたという地であり、中世の『五郡神社記』にも当社のことが「湯起請の神」と記されている。これらのことに因んで、戦後、盟神探湯神事が行われるようになった。